# Guasachi
Guasachi är en ort i Mexiko.   Den ligger i kommunen Chínipas och delstaten Chihuahua, i den nordvästra delen av landet, 1 300 km nordväst om huvudstaden Mexico City. Guasachi ligger 1 886 meter över havet och antalet invånare är 118.
Terrängen runt Guasachi är kuperad åt sydost, men åt nordväst är den bergig. Terrängen runt Guasachi sluttar västerut. Runt Guasachi är det mycket glesbefolkat, med 2 invånare per kvadratkilometer. Närmaste större samhälle är El Manzano, 15,9 km nordost om Guasachi. I omgivningarna runt Guasachi växer huvudsakligen savannskog.